# Kyoto shugoshoku
Le commissaire militaire de Kyoto (京都守護職, Kyōto shugoshoku) est un rang bureaucratique japonais du shogunat Tokugawa qui a existé de 1862 à 1867. L'assigné était responsable du maintien de la paix dans la ville de Kyoto et de ses alentours et, dans ce rôle, il supplantait et dépassait le Kyoto shoshidai. Les deux postes ont existé jusqu'à leur abolition en 1867.
Katamori Matsudaira d'Aizu a exercé cette fonction durant la plus grande partie de son existence, sauf pendant une brève période en 1864, quand il fut remplacé par Yoshinaga Matsudaira du domaine de Fukui.

## Liste desKyoto shugoshoku
- Katamori Matsudaira, 1862-1864, 1864-1868.
- Yoshinaga Matsudaira, aussi appelé « Keiei Matsudaira », 1864.

## Source de la traduction
- (en) Cet article est partiellement ou en totalité issu de l’article de Wikipédia en anglais intitulé « Kyoto Shugoshoku » (voir la liste des auteurs).